# Roland Amstutz
Roland Amstutz (* 12. Januar 1942 in La Chaux-de-Fonds; † 20. Mai 1997 in Recklinghausen, Deutschland) war ein Schweizer Schauspieler.

## Leben
Roland Amstutz studierte Schauspiel in der Schweiz. Anschliessend spielte er mehrfach am Théâtre Vidy-Lausanne, bevor er nach Paris ging, um sich der Theatergruppe von Ariane Mnouchkine anzuschliessen. Dadurch wurde er regelmässiges Mitglied des späteren Theaterkollektivs Théâtre du Soleil. Er spielte bei Inszenierungen von Theaterregisseuren wie Patrice Chéreau, Jean-Hugues Anglade und Luc Bondy mit.
Nachdem er bereits ab Mitte der 1970er-Jahre regelmässig in Kleinstrollen beim Spielfilm mitwirkte, entwickelte er sich ab den 1980er-Jahren zu einem etablierten Nebendarsteller.
Kurz vor einer Premiere bei den Ruhrfestspielen in Recklinghausen starb Roland Amstutz am 20. Mai 1997 im Alter von 55 Jahren durch Suizid.

## Filmografie (Auswahl)
- 1970: Der Verrückte (Le fou)
- 1974: Die Mitte der Welt (Le milieu du monde)
- 1975: Ganz so schlimm ist er auch nicht (Pas si méchant que ça)
- 1975: Pauls Geschichte (Histoire de Paul)
- 1975: Wenn das Fest beginnt … (Que la fête commence …)
- 1976: Ich, Pierre Riviere, der ich meine Mutter, meine Schwester und meinen Bruder getötet habe (Moi, Pierre Rivière, ayant égorgé ma mère, ma sœur et mon frère …)
- 1977: Die Gang (Le gang)
- 1979: I wie Ikarus (I comme Icare)
- 1979: Ich liebe dich seit langem (Il y a longtemps que je t’aime)
- 1979: Kleine Fluchten (Les petites fugues)
- 1980: Die Polizistin (La femme flic)
- 1980: Rette sich, wer kann (das Leben) (Sauve qui peut (la vie))
- 1982: Abgereist ohne Adressangabe (Parti sans laisser d’adresse)
- 1982: Kaltes Blut (Tir groupé)
- 1983: Die Augen der Vögel (Les yeux des oiseaux)
- 1983: Die kleine Bande (La petite bande)
- 1988: Das wilde Gesetz (La loi sauvage)
- 1988: Ein Arzt der Hoffnung (Un médecin des lumières)
- 1989: Eine wilde kleine Affäre (Bille en tête)
- 1990: Alberto und die Tradition (Alberto Express)
- 1991: Schmutziger Engel (Sale comme un ange)
- 1992: Die Neue (Poulets à l’amende)
- 1993–1995: Julie Lescaut (Fernsehserie, 6 Folgen)
- 1994: Rache ist weiblich (Les braqueuses)
- 1995: Nestor Burmas Abenteuer in Paris (Nestor Burma; Fernsehserie, 1 Folge)
- 1996: Ich und meine Liebe (Comment je me suis disputé … (ma vie sexuelle))
- 1996: Jugend ohne Gott (Jeunesse sans Dieu)
- 1997: Dobermann
- 1997: Voilà – Eine schöne Familie (Voilà)
- 1997: Lucie Aubrac